# Палаузов Володимир Миколайович
Палаузов Володимир Миколайович (12(24) травня 1851, Одеса — 13 лютого 1920, там же) — правознавець болгарського походження, доктор права з 1885, професор з 1886.

## Життєпис
Після закінчення Рішельєвського ліцею в Одесі поступив в 1868 році на юридичний факультет Новоросійського університету, який закінчив кандидатом права в 1872 році. Був залишений при університеті для приготування до професорської діяльності. Магістерську дисертацію «До питання про форму участі народного елемента в кримінальній юстиції» (в «Записках Імператорського Новоросійського Університету», том XX; окреме видання — Одеса, 1876) захистив у 1878 році. Під час російсько-турецької війни 1877—1878 років грав видну роль в справі цивільного управління в Болгарії, займав в країні різні посади, але в підсумку все ж повернувся до Одеси. У 1880 році був обраний доцентом, в 1884 році — екстраординарним професором кримінального права в Новоросійському університеті. У 1885 році став доктором кримінального права після захисту дисертації «Постановка питань присяжним засідателям по російському праву» (в «Записках Імператорського Новоросійського Університету», том XLIII, окреме видання — Одеса, 1885). У 1886 році був призначений ординарним професором кримінального права, а з 1887 року став викладати разом з кримінальним процесом і кримінальне право. Член-засновник Товариства правознавства і державних знань